# 克莱沃县
克莱沃县（法语：Canton de Clervaux；德语：Kanton Clerf；卢森堡语：Kanton Klierf）是卢森堡北部的一个县，首府克莱沃。
在2015年卢森堡废除区之前，克莱沃县曾属于迪基希区。 

## 行政区划
克莱沃县由下列五个市镇组成：
- 克莱沃
- 帕克霍辛根
- 特鲁瓦维耶日
- 魏斯万帕赫
- 万克朗日

## 合并
- 1978年1月1日，旧市镇Asselborn、Boevange、Hachiville 和 Oberwampach（均来自克莱沃县）合并为新市镇万克朗日。成立万克朗日的法律于1977年10月31日获得通过。[2]
- 2009年5月29日，旧市镇Heinerscheid和Munshausen（均来自克莱沃县）并入市镇克莱沃。 扩张克莱沃的法律于2011年5月24日获得通过。[3][4]
- 2012年1月1日，旧市镇Consthum和Hosingen（均来自克莱沃县）和Hoscheid（原为迪基希县的一部分）合并为新市镇帕克霍辛根。成立帕克霍辛根的法律于2011年5月24日获得通过。[5]